# Servicio Histórico del Ejército
El Servicio Histórico del Ejército (SHE) es un servicio militar del Ejército Argentino con asiento en San Telmo y con dependencia de la Dirección de Asuntos Históricos del Ejército.

## Reseña
Creada en 1982 por resolución del Ejército bajo la órbita del Estado Mayor General del Ejército. Se halla en la sede de calle Defensa 628, propiedad del Ejército desde 1979 y monumento histórico nacional.
Desde 2000 se halla bajo la dependencia de la Dirección de Asuntos Históricos del Ejército. En 2018 fue resuelto unificar con el Archivo General del Ejército, permitiendo crear la Dirección del Servicio Histórico del Ejército.